# Gnathothlibus heliodes
Gnathothlibus heliodes là một loài bướm đêm thuộc họ Sphingidae. Loài này có ở Papua New Guinea và quần đảo some adjacent.